# 한국정치외교사학회
사단법인 한국정치외교사학회(Korean Association for Political and Diplomatic History)는 한국의 정치사, 외교사 및 이와 관련되는 분야의 학술연구하는 목적으로 1984년 2월 18일에 설립된 학술단체이다. 사무실은 서울특별시 서초구 남부순환로 319길 13 한국산업개발연구원 빌딩에 있다. 연구발표회와 강연회 개최, 관련 학술서적 간행, 국내외 학술단체들과의 교류 등을 활동하고 있다. 1985년에 창간된 학회지 《한국정치외교사논총》을 발간하고 있다.

## 주요 사업
- 한국의 정치사외 대외관계사 및 이와 관련 되는 분야의 연구 및 조사
- 연구발표회 및 강연회 개최
- 학회지, 뉴스레터 및 관련 학술서적의 간행
- 본회와 목적을 같이하는 국내외 학술단체들과의 교류
- 기타 본회의 목적달성을 위하여 필요한 사업

## 역대 회장
- 김운태 (1984~1986)
- 한흥수 (1986)
- 신국주 (1987)
- 홍순호 (1988~1990)
- 이택휘 (1990~1992)
- 이달순 (1992~1994)
- 이우진 (1994~1996)
- 김영작 (1996~1998)
- 신복룡 (1998~2000)
- 유철종 (2000~2002)
- 심지연 (2002~2004)
- 우철구 (2004~2006)
- 김성주 (2006~2008)
- 이창훈 (2008~2010)
- 이재석 (2010~2012)
- 김용직 (2012~2014)
- 김영명 (2014~2016)
- 조성환 (2016~2017)
- 김명섭 (2018)
- 최영진 (2019)
- 조성훈 (2020)
- 박영준 (2021)
- 남기정 (2022)
- 박명수 (2023~2024)
- 이철순 (2024~2025)
- 조양현 (2025~)

## 임원진
- 회장
- 차기회장
- 부회장
- 총무이사
- 출판이사
- 연구이사
- 기획이사
- 대외협력이사
- 감사

## 학술지
- 《한국정치외교사논총》 - 1985년에 창간하여 매년 발행하고 있다.[1]